# 米纳多-杜内格朗
米纳多-杜内格朗是巴西阿拉戈斯州的一个市镇。总面积164.48平方公里，总人口5145人，人口密度31.3人/平方公里。